# Співаник

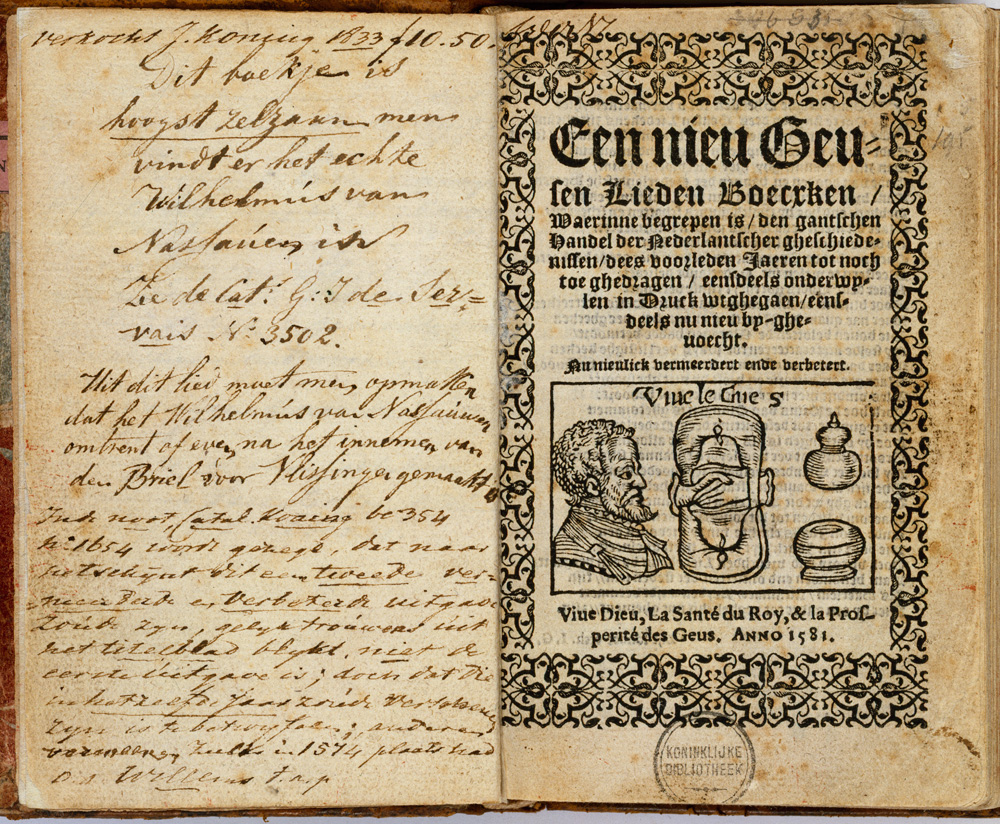
Друкований пісенник Гейзе з Нідерландів, титульна сторінка, 1581 рік.

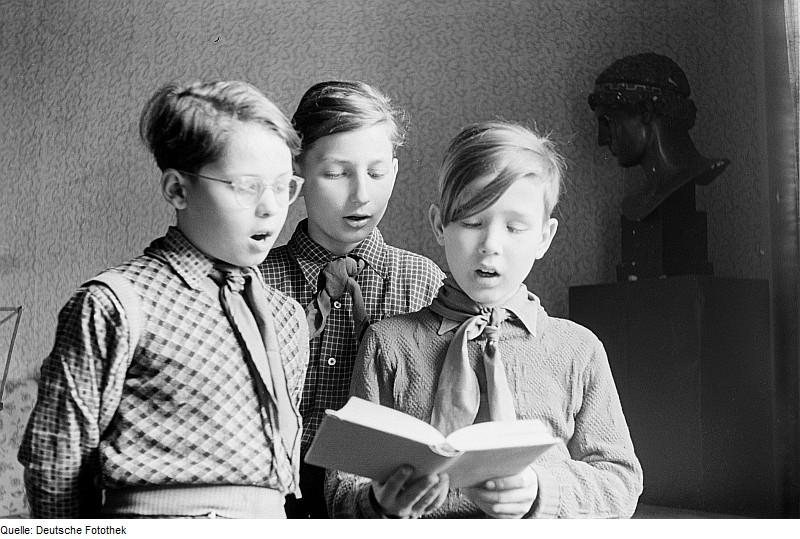
Піонери співають пісню зі співаника

Співаник, пісенник — книжка, що містить тексти пісень, та можливо ноти, акорди. Є аналогом хрестоматії в музиці. Пісні зазвичай відбирають тематично — наприклад: пісні УСС, УПА, естрадні пісні, колядки та подібні.

## Різновиди
Співаник що містить духовні пісні (псальми) називається псалтирем.
Широко використовується Пластом та іншими організаціями, які проводять групові походи.
Розрізняють  -
- співаник друкований (пісенник друкований)
- співаник рукописний (пісенник рукописний).

## Співаники в Німеччині
Окремі аркуші з рукописними піснями відомі в Німеччині з 13 століття. Вони не могли утримувати тільки текст, тому часто мали і короткий нотний запис. З 13 століття виникають і перші зі збережених рукописних пісенників. В Німеччині збережена невелика кількість рукописних пісенників доби середньовіччя, створених напередодні книгодрукування. До них належать —
- пісенник з Аугсбурга ( 1454 р. )
- пісенник з Лохамера (1460 р.)
- пісенник з Глогау (1480 р.)
- пісенник з Ростоку (1480 р.)

Німець Ерхард Еглін  (Erhard Oeglin або Ocellus) започаткував нотодрукування 1507 року на зразок друку літерами. Збережений і найдавніший пісенник з нотами  Ерхарда Егліна, датований 1512 роком, і надрукований в місті Аугсбург.

## Співаники в Нідерландах

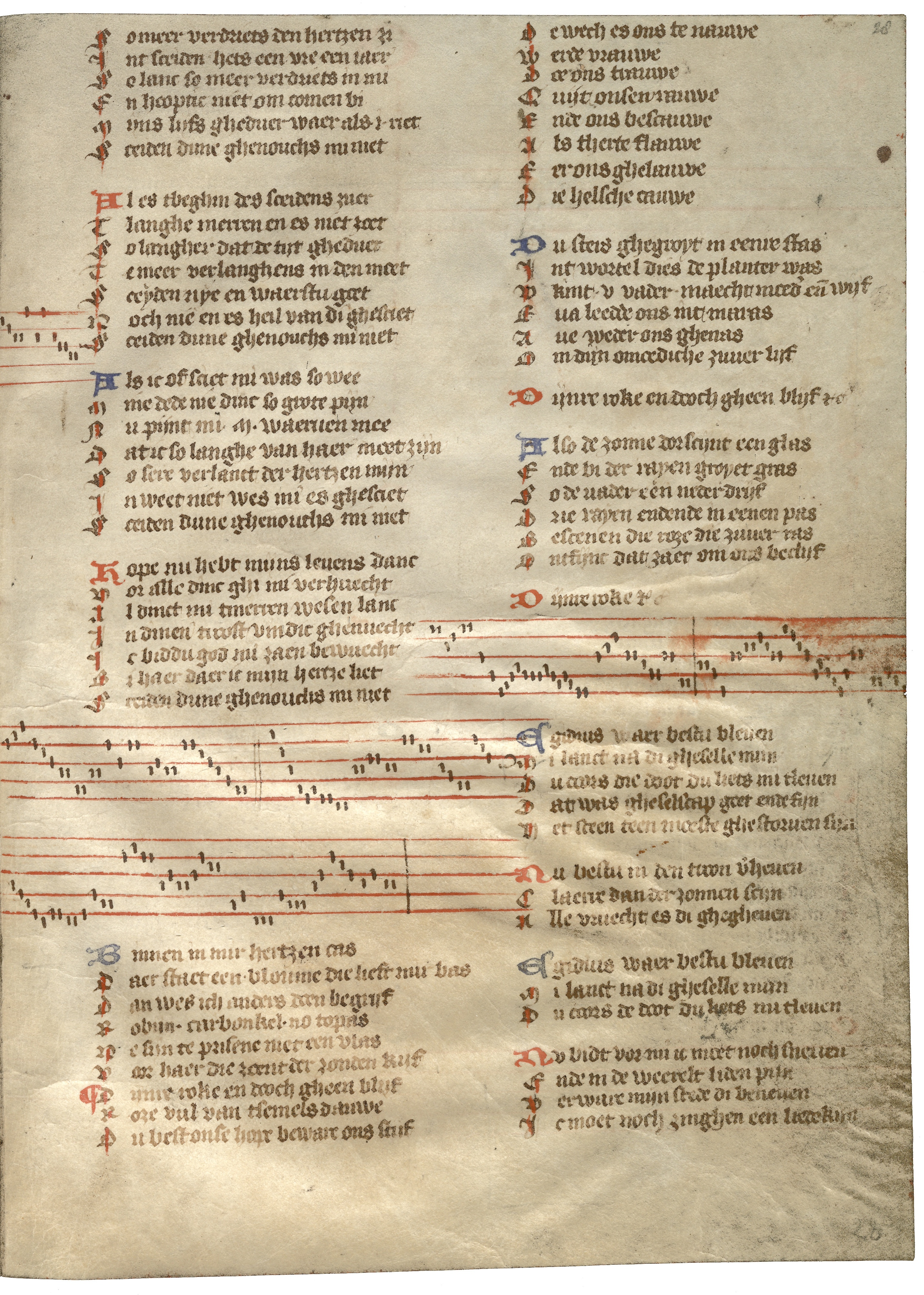
Сторінка середньовічного нідерландського рукописного пісенника, датованого 1400 роком (Gruuthuse-handschrift).

Потреба в рукописних співаниках (збірок пісень, часто з нотами) виникла вже в середньовічних Нідерландах.  Так, рукописний співаник  Gruuthuse-handschrift вже мав 147 пісень та ноти. В сімнадцятому і вісімнадцятому століттях співіснують як рукописні, так і друковані співаники. В багатих нідерландських князівствах пісні почали розділяти за жанрами чи призначенням. Були пісні робочі (їх співали під час праці), бенкетні ( застільні, танцювальні, весільні, фарсові), сакральні (колядки, пісні про Богородицю тощо).
В дев'ятнадцятому столітті пісенники починають збирати як приватні особи, так і державні бібліотеки. Королівська бібліотека в місті Гаага має власну колекцію пісенників, котра налічує більш ніж 3 000 примірників.
Розповсюдження фонографів і радіо до 1940 року сприяло помітному зменшенню друку пісенників, що зійшли нанівець.

## Співаник друкований (радянських часів)
Отримав поширення в СРСР, де пісня була завантажена комуністичною ідеологією і теж слугувала комуністичній пропаганді. Співаник друкований міг відкриватися патріотичною піснею з уславленням радянської батьківщині чи комуністичної партії СРСР. 
Вказівками на це були і тодішні назви :
- «Красноармейские песни». Выпуск 2 (Музсектор Госиздата. Москва, 1930г., [1])
- «Новый комсомольский песенник» ( 160 комсомольских, красноармейских, народных, сибирских, украинских и др. песен. Составители : Лев Гурвич, А. Шухман, Молодая гвардия, 1930 г., 201 с.
- «30 песен пионеров». Издание 8-е (Государственное Музыкальное Издательство, 1933 г., [1])
- «Песни Красного Флота» (Военмориздат, 1939 г., [1])
- «Комсомольський пісенник» (рос. Комсомольский песенник, М. Ожигова, Гос. Муж. изд-во, 1942 р., 63 с. )
- російською  «Песня молодая, далеко лети!» ( 1959 року )
- «Народні співці радянської України»[2]
- «Лирические песни. Песенник. Выпуск 2», ( составитель Смирнов М.Я. «Советский композитор», 1988, 79 с. [3])
- «С песней в дорогу» тощо.

В комп'ютерну добу був створений і сайт російською «Старый песенник» (з бібліотекою радянських нот http://www.old-songbook.ru/ [Архівовано 6 січня 2014 у Wayback Machine.])

## Співаникрукописний(пісенник рукописний)
Школярі середніх і старших класів в СРСР захоплювались створенням пісенників рукописних . В створенні рукописних співаників розгорнулась ланка аматорської творчості - літературної і почасти художньої. Рукописний пісенник отримав поширення і тому, що школярі мали небагато грошей, і тому, що той період дорослішання вимагав  нестримного пізнання змін в собі і опановування їх для переходу в новий період життя. 
В рукописному пісеннику частково відродили старовинну культуру садибних альбомів, де на сторінках теж фіксували популярні пісні і романси, прикрашали їх аматорськими віршами і наївними малюнками тощо. Як і раніше фахові художники і поети не часто заглядали в приватні садибні альбоми. Але при нагоді ім про це нагадували (свідоцтва про це залишив російський поет Олександр Пушкін ). 
Аматорський рукописний співаник ставав самостійним майданчиком розпочатого приватного життя. Тому серед пісень переважали пісні про дружбу і кохання. Аби додати розмаїття, вписували також мудрі думки  відомих письменників або жарти. Серед відомих додатків - анкети, де був перелік різних питань, запозичених або вигаданих самостійно. Місцеву славу в школі отримував співаник з найбільш оригінальними питаннями. Згодом вільні сторінки співаника у вдумливих і пришвидшено дорослішавших школярів ставали сторінками приватного щоденника. Відтоді його вже ховали від усіх.

## Галерея

Обкладинка рукописного пісенника 1965-1966 рр.
Початкова сторінка рукописного пісенника 1965 року.
Рукописний пісенник кінця 1980-х рр., розгортка
Сторінка рукописного співаника з українською піснею
Сторінка рукописного пісенника 1966 р.